# Pachycaecus
Pachycaecus is een geslacht van kevers uit de familie van de loopkevers (Carabidae). De wetenschappelijke naam van het geslacht is voor het eerst geldig gepubliceerd in 1971 door Straneo.

## Soorten
Het geslacht Pachycaecus is monotypisch en omvat slechts de volgende soort:
- Pachycaecus savanicola Straneo, 1971